# Sziki káka
A sziki káka (Bolboschoenus maritimus) az egyszikűek (Liliopsida) osztályának perjevirágúak (Poales) rendjébe, ezen belül a palkafélék (Cyperaceae) családjába tartozó faj.

## Előfordulása
A sziki káka világszerte előfordul. Egyes helyeken termesztik is.

## Alfajai
- Bolboschoenus maritimus subsp. affinis (Roth) T.Koyama, Brittonia 31: 284 (1979)
- Bolboschoenus maritimus subsp. maritimus
- Bolboschoenus maritimus subsp. paludosus (A.Nelson) T.Koyama, Acta Phytotax. Geobot. 31: 148 (1980)

## Megjelenése
A sziki káka 30-120 centiméter magas, kúszó gyöktörzsű, évelő növény. Szárai laza csoportokat alkotnak, mereven feltörők vagy felül kissé elhajlók, éles háromszögletűek, levelesek. A levelek laposak, szálasak, legfeljebb 8 milliméter szélesek, szélük érdes. A tőlevelek hüvelye feketés-barna. A virágzat végálló, tömött fejecske- vagy ecsetszerű. A murvalevelek szálasak, a virágzatnál hosszabbak. A nagy, barnás vagy feketés színű, hosszúkás füzérkék egyenként vagy többesével ülnek, esetleg nyelesek, sokvirágúak. A tojás alakú pelyvák barnák, csúcsuk kicsípett, közepén szálkás, az oldalkaréjok hegyesek. A virágtakaró többnyire 6, a hátoldalán érdes sertéből áll. A virágban 3 porzó és 3 vagy 2 bibe található. A termés fordított tojás alakú, fényesen barna.

## Életmódja
A sziki káka tápanyagban gazdag, sós iszap- vagy homoktalajokon nő. A virágzási ideje június–augusztus között van, szórványosan egészen októberig is nyílik.

## Képek

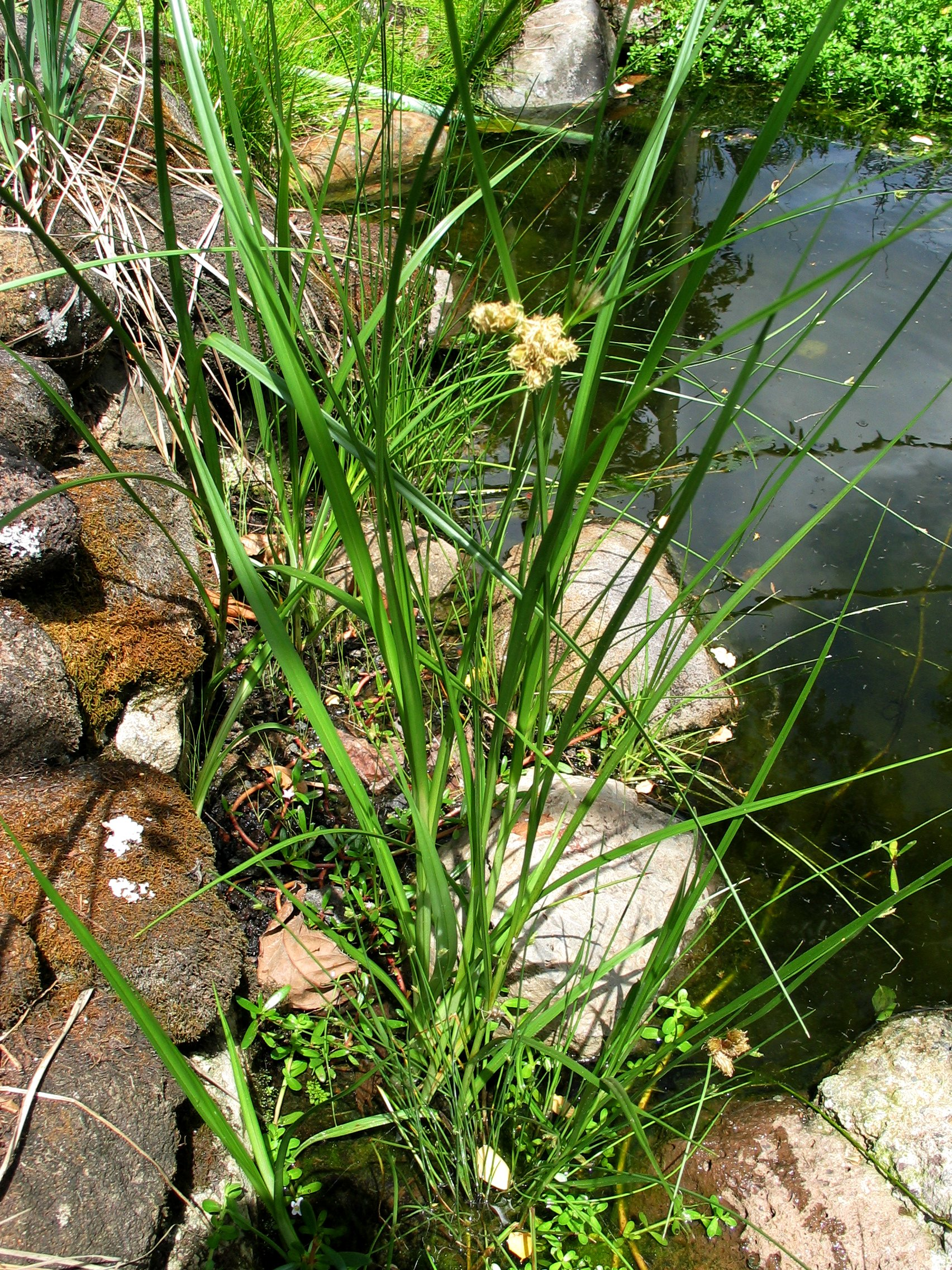
A növény
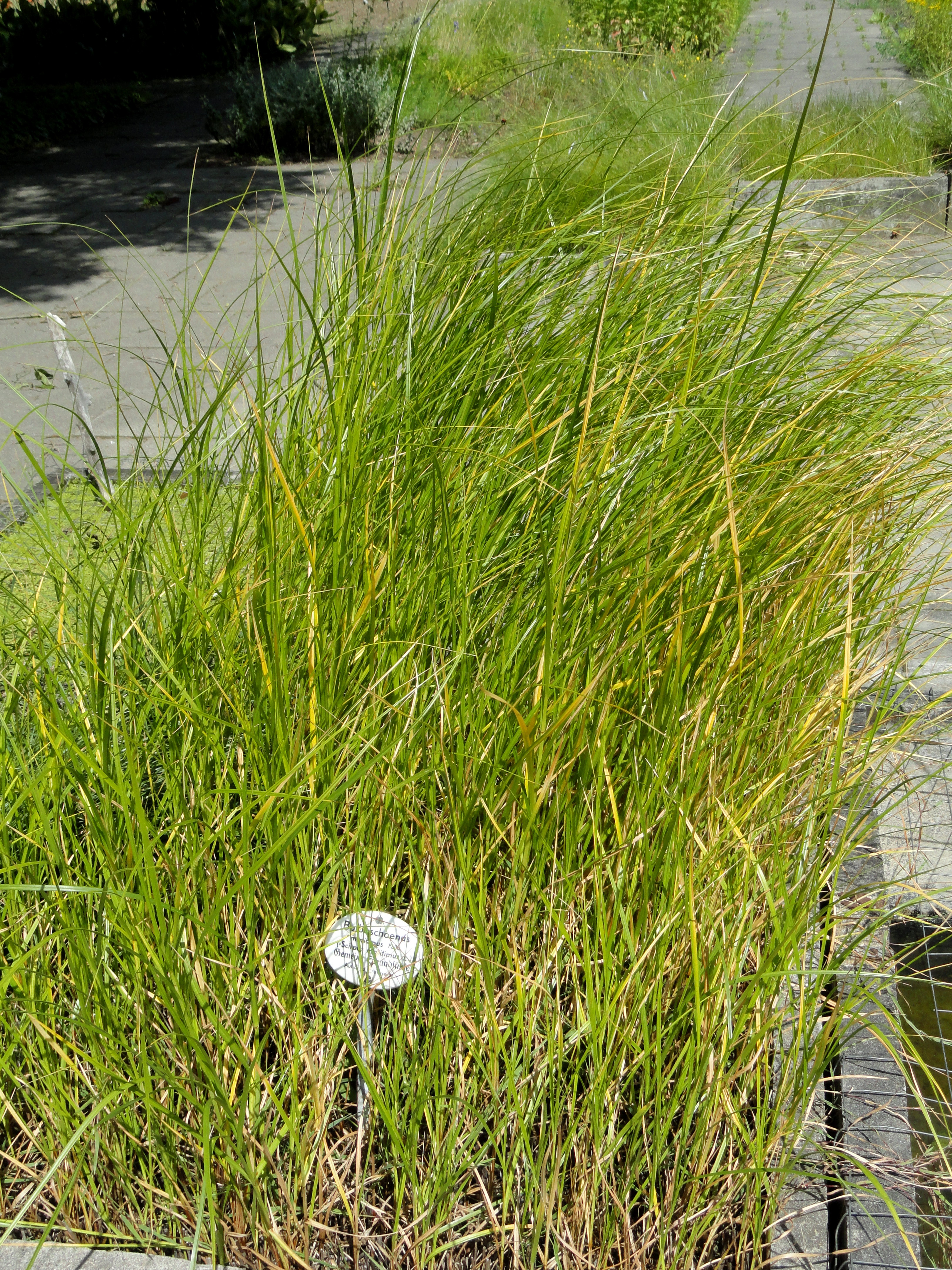
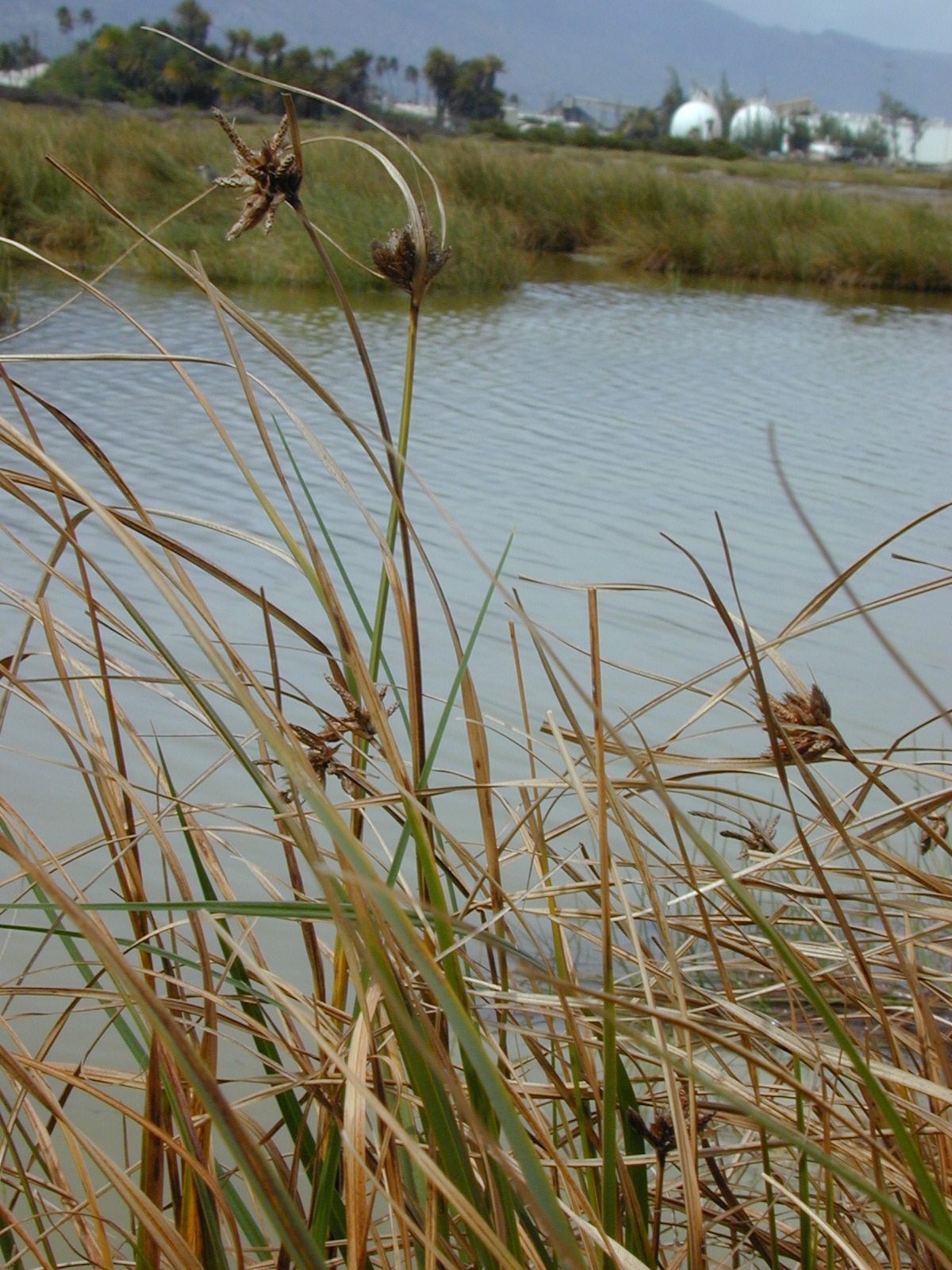
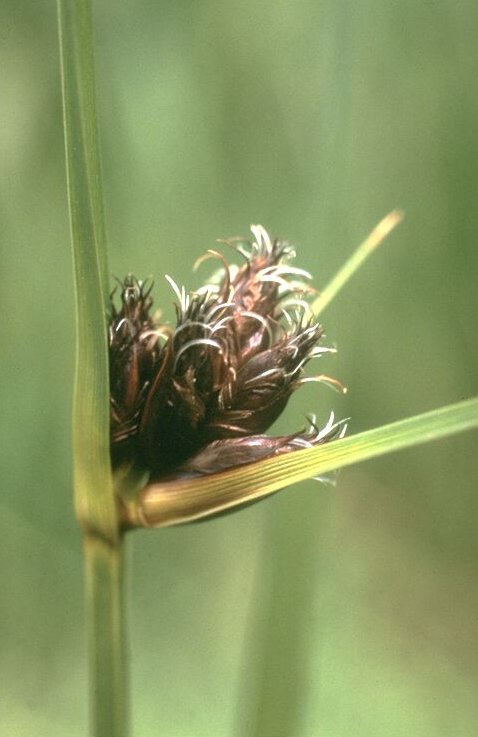
Virágzatai és
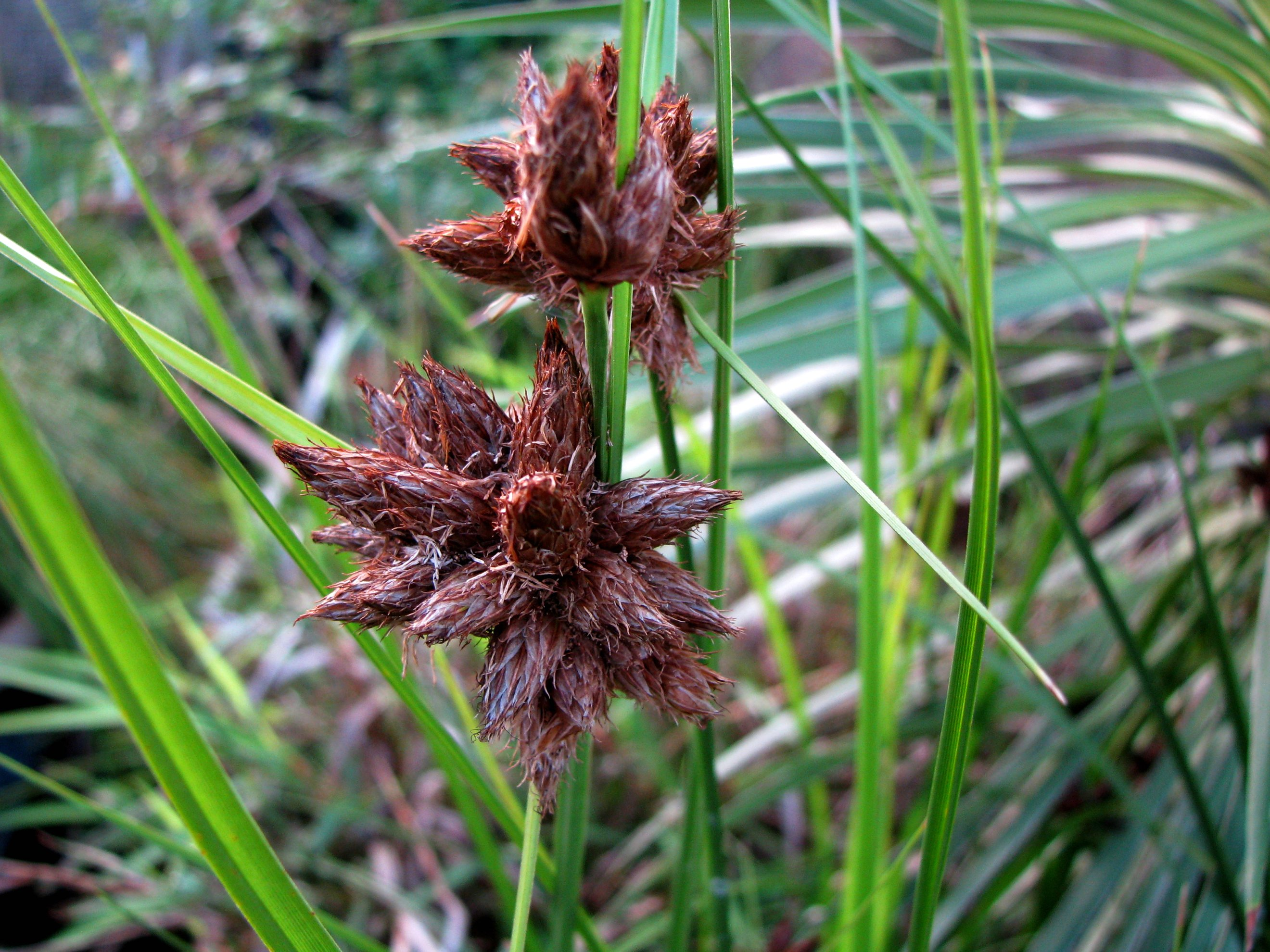
termései
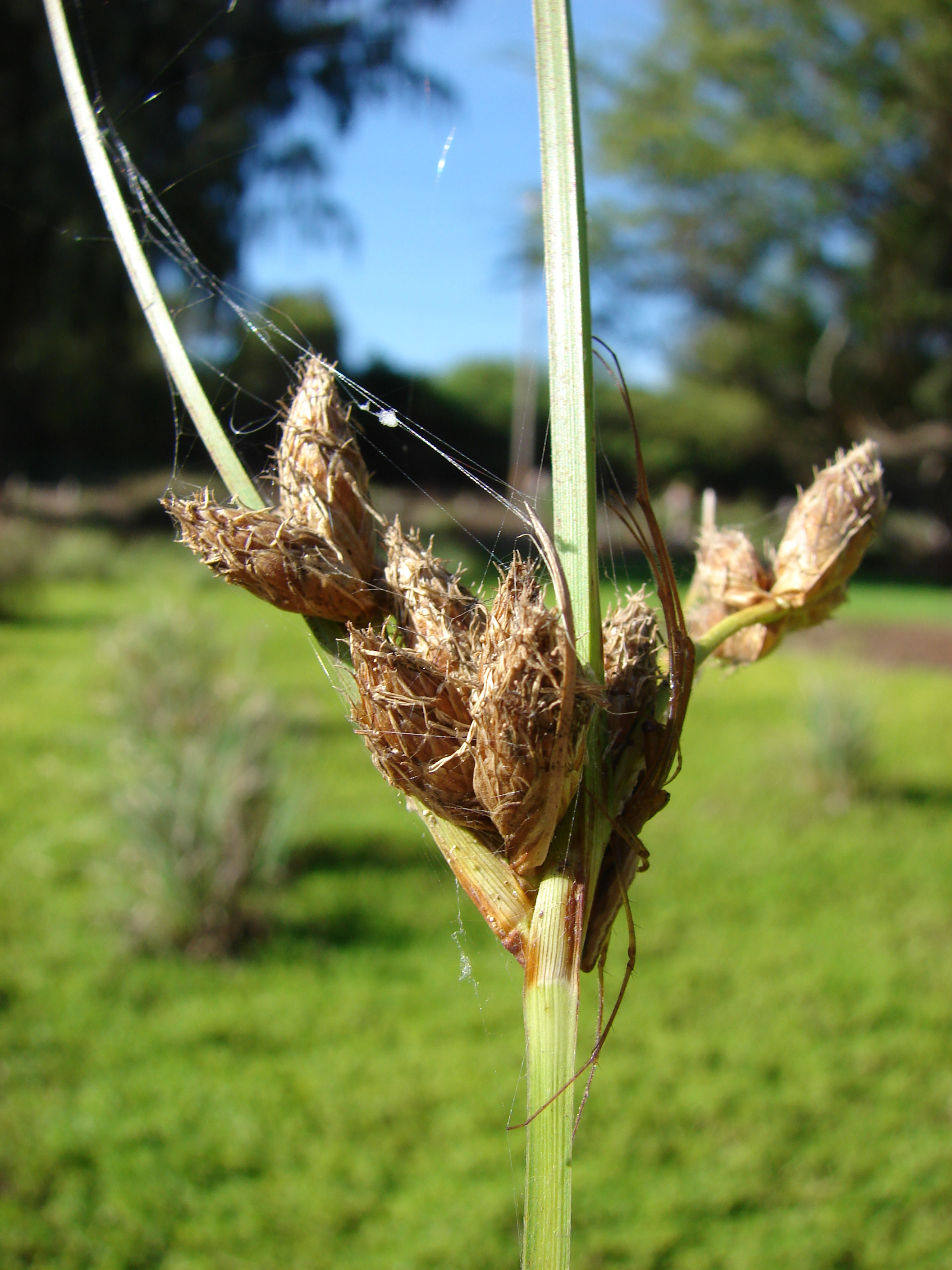
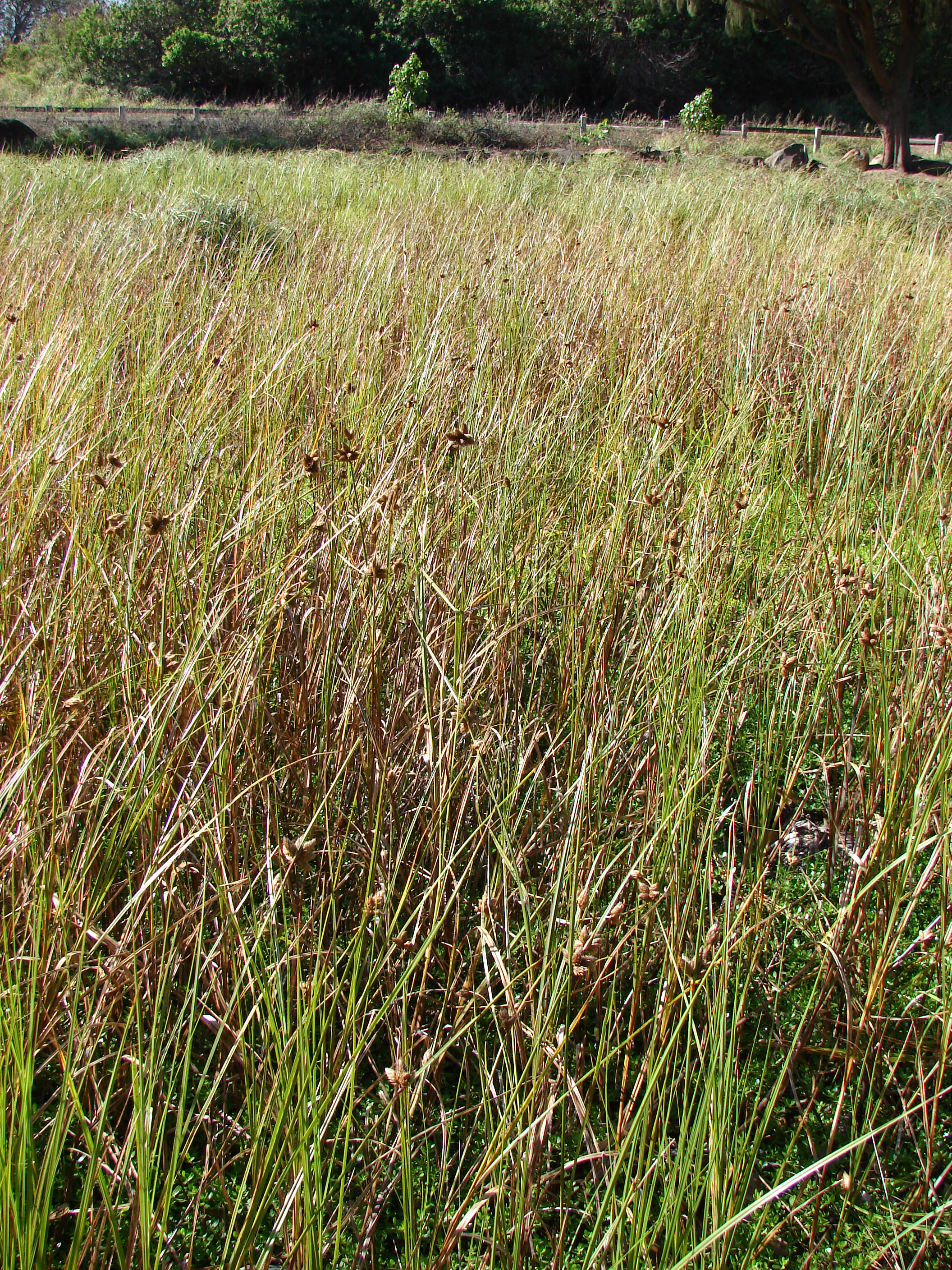
Az élőhelyén
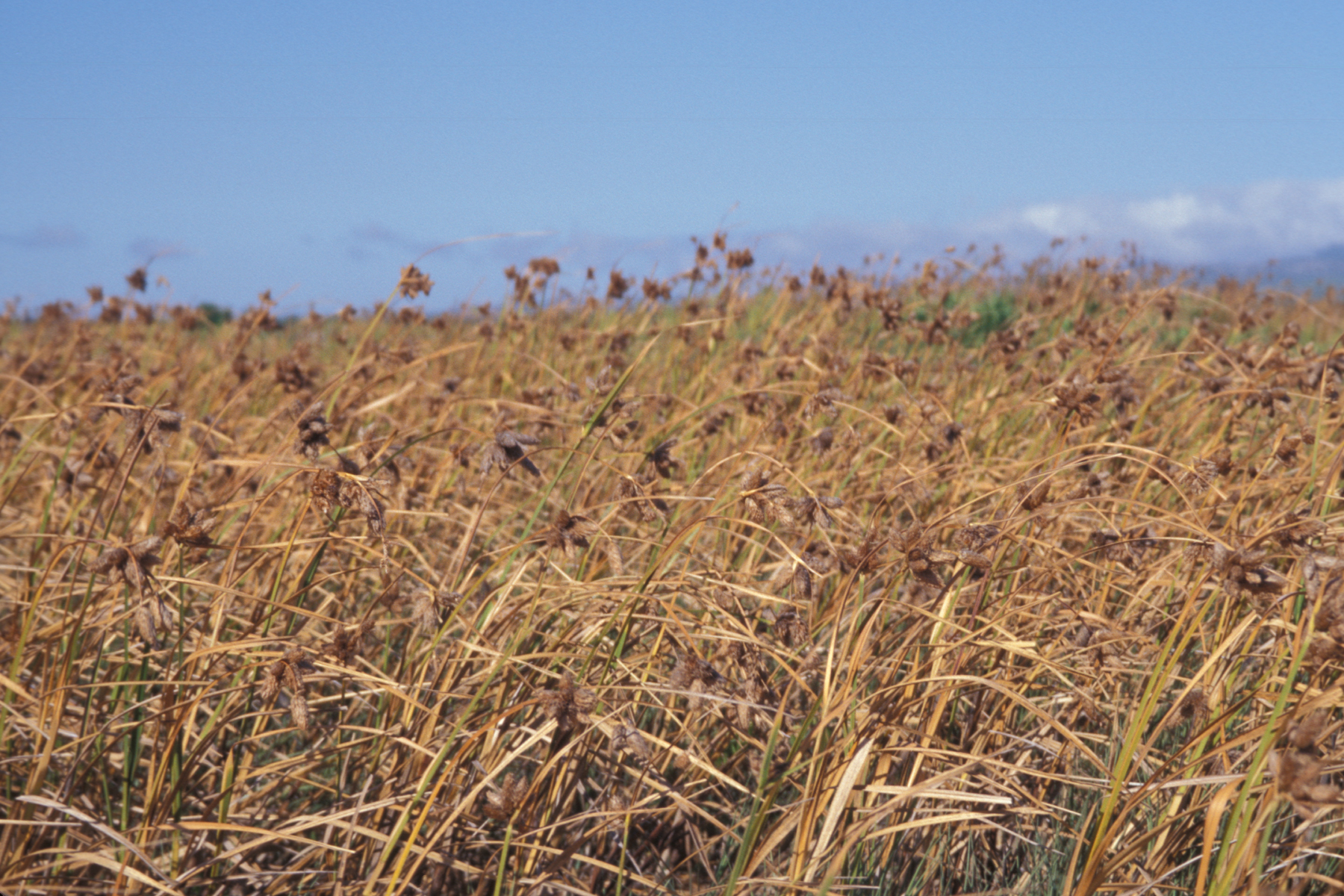
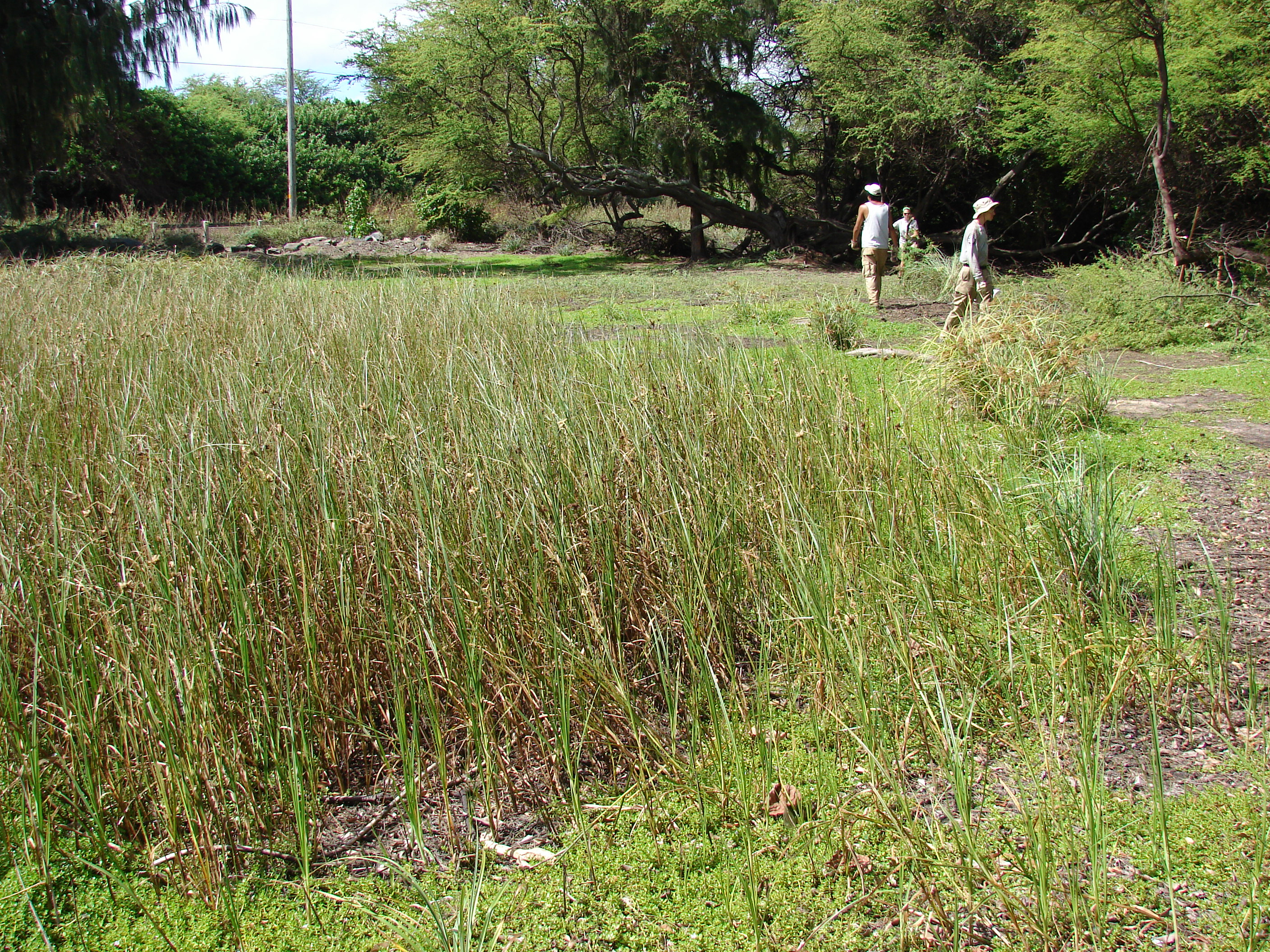
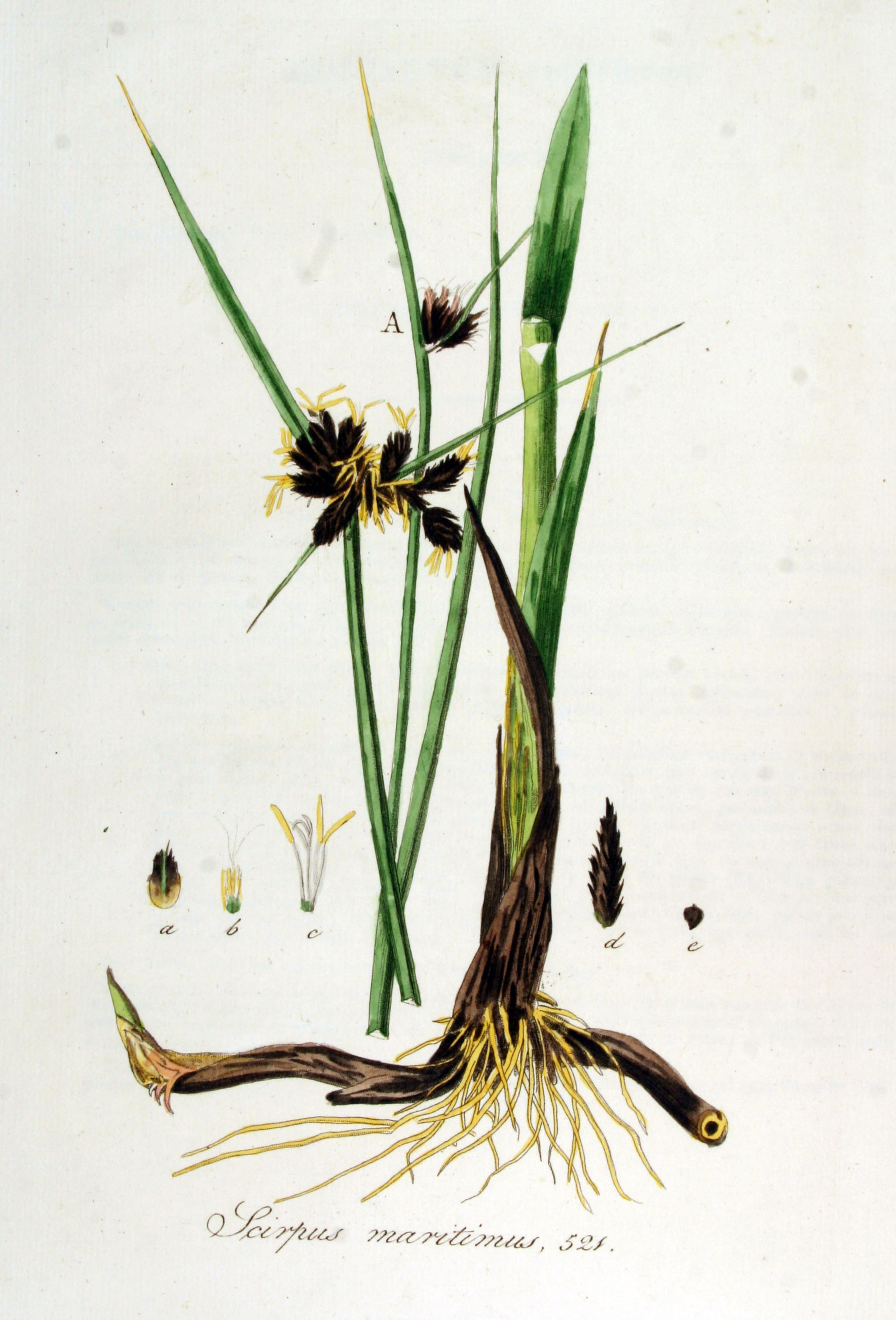
Rajz a növényről